# Euphydryas
Euphydryas é um género de borboleta da família Nymphalidae.